# Arnold Orowae
Arnold Orowae (Aiopa, 15 de junho de 1955 — 27 de dezembro de 2024) foi bispo de Wabag.
Arnold Orowae foi ordenado sacerdote em 14 de dezembro de 1983.
Em 14 de dezembro de 1999, o Papa João Paulo II o nomeou Bispo Titular de Gisipa e Bispo Auxiliar de Wabag. O bispo de Wabag, Hermann Raich SVD, o consagrou bispo em 4 de março de 2000; Os co-consagradores foram Stephen Reichert OFMCap, Arcebispo de Madang, e Michael Meier SVD, Arcebispo de Mount Hagen.
Em 19 de outubro de 2004, João Paulo II o nomeou Bispo Coadjutor de Wabag. Depois que Hermann Raich SVD se aposentou, ele o sucedeu em 30 de junho de 2008 como Bispo de Wabag.